# Jan Cornelisz Vermeyen
Pour les articles homonymes, voir Vermeyen.
Jan Cornelisz Vermeyen, ou Joannes Maius, né vers 1500 ou vers 1504 à Beverwijk et mort en 1559 à Bruxelles, est un peintre et tapissier flamand de la Renaissance.
En 1533-1534, il rejoint Charles Quint en Espagne pour le suivre à Tunis, où il fut chargé d'immortaliser la bataille qu'y mena l'empereur. Les nombreux croquis qu'il y réalise servent notamment pour une suite de douze tapisseries, commandées par Marie de Hongrie. Il utilise également les paysages de Tunis dans le triptyque qu'il réalise pour la famille du receveur général de Charles Quint, Jean Micault. Ce triptyque, aujourd'hui dans les collections royales de Belgique, se trouve longtemps dans la chapelle du Saint-Sacrement de la cathédrale Saint-Michel à Bruxelles, où Jean Micault et Livine Cats van Welle sont enterrés.
Il fut enterré à l'église Saint-Géry.                   

## Œuvres
- Triptyque de la famille de Micault, bois, panneau central 145 × 125 cm, Musées royaux, Bruxelles
- Saint Jérôme méditant, v. 1525-1530, 0,38 x 0,47 cm, Musée du Louvre, acquis en 2003[3]
- La Sainte Trinité, vers 1538, Prado, Madrid

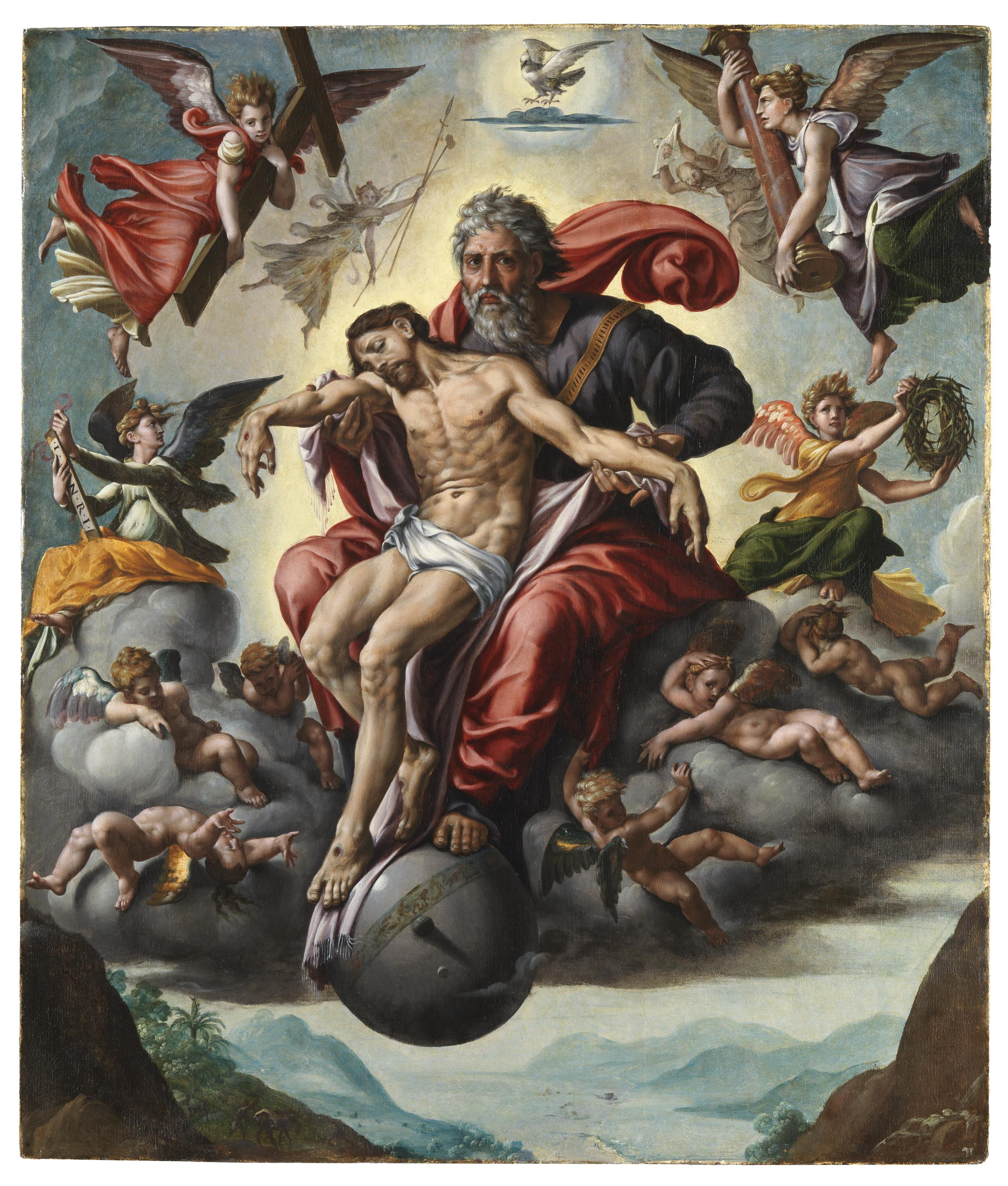
La Sainte Trinité (vers 1538, Prado)

- Mise au tombeau[4], musée des beaux-arts d'Arras
- Portrait de Felipe de Guevara, 1531, 55,9 × 47,6 cm, Clark Art Institute
- L'Adoration des mages, 1555, 102 × 80,2 cm, Musée des Beaux-Arts de Valenciennes